# فهرست شیمی‌دانان روسی
در زیر فهرستی از شیمی‌دانان روسی شامل شیمیدانان مشهور و دانشمندان علم مواد فدراسیون روسیه ، اتحاد جماهیر شوروی ، امپراتوری روسیه است.

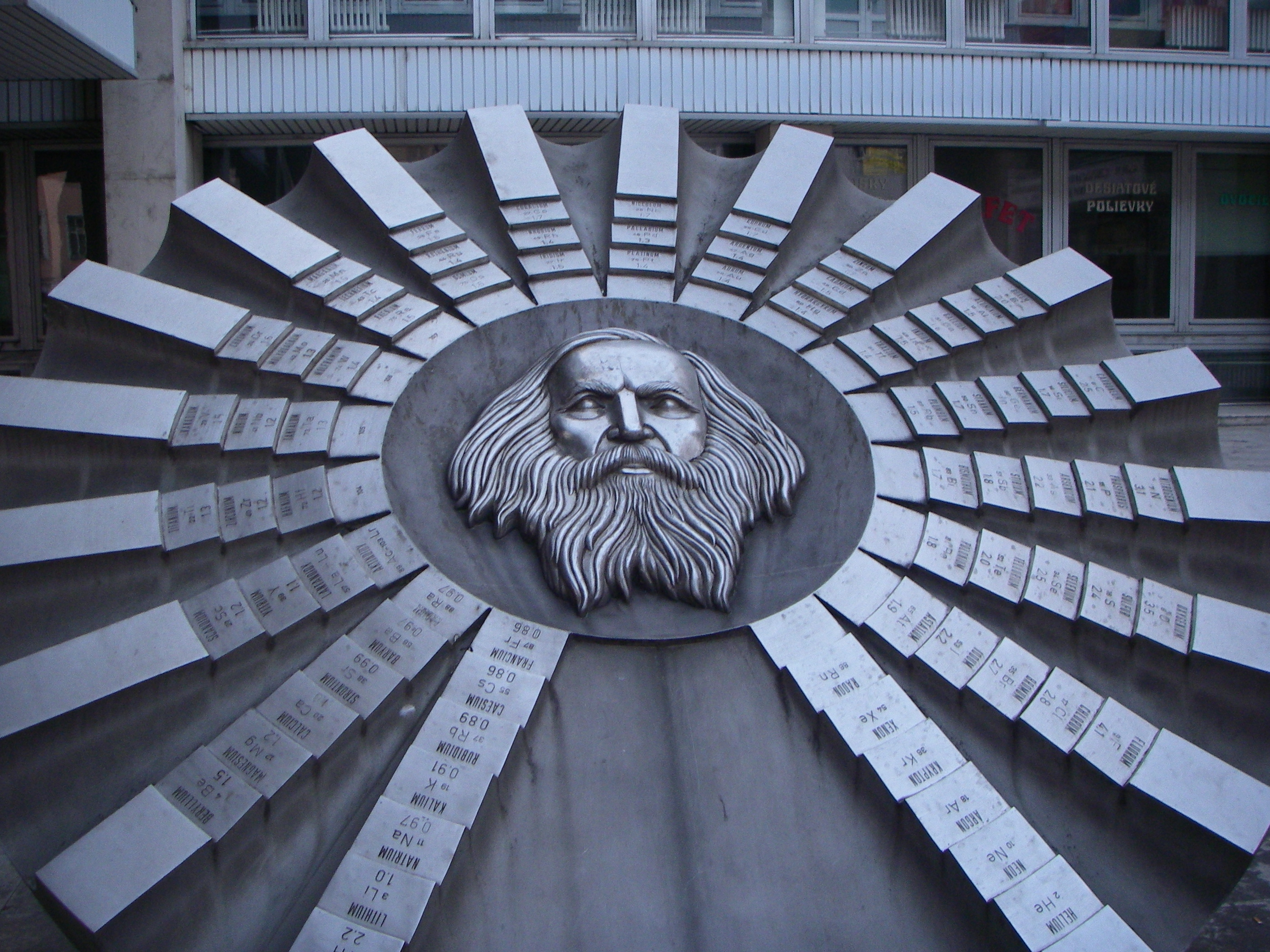
مجسمه ای به افتخار دیمتری مندلیف و جدول تناوبی او در اسلواکی.

## براساس الفبا

### آ
- الکساندر آربوزوف ، واکنش آربوزوف را کشف کرد.

### ب
- ارنست بیو ، مخترع شنل شماره ۵ ، "افسانه ای ترین عطر جهان"
- نیکولای بکتوف ، مخترع آلومینوترمی ، بنیانگذار شیمی فیزیک
- فردریک کنراد بیلستین ، آزمایش بیلشتاین را برای کشف هالوژن ها
- بوریس بلوسوف ، شیمیدان و بیوفیزیک ، کشف کننده واکنش بلوسوف-ژابوتینسکی ، یک نمونه قدیمی از ترمودینامیک غیر تعادلی
- الکساندر برودین ، شیمیدان و آهنگساز ، نویسنده اپرای معروف شاهزاده ایگور ، واکنش هونسدیکر کشف کرد ، همزمان با واکنش آلدول

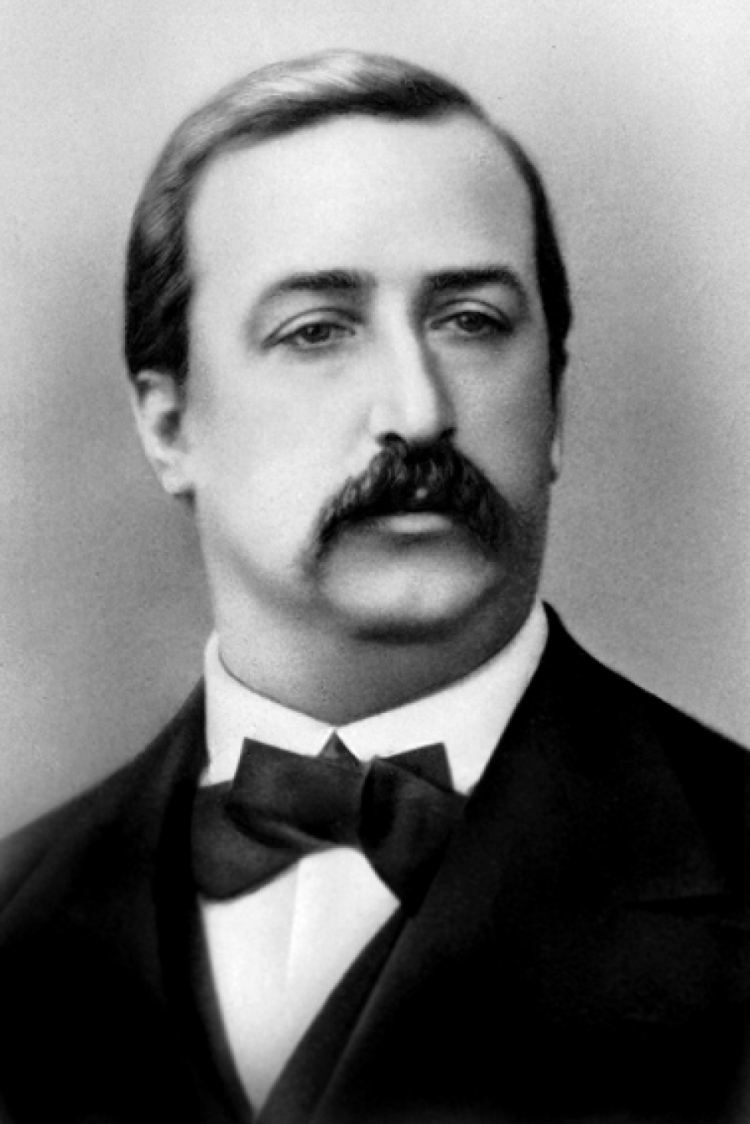
بورودین

- الکساندر بوتلروف ، کشف کننده هگزامتیلن‌تترامین ، فرمالدهید و واکنش فرمول (سنتز اول شکر )، نخستین نماد پیوند دوگانه به فرمول ساختاری، بنیانگذار شیمی آلی و تئوری ساختار شیمیایی

### ج
- دیمیتری چرنوف ، بنیانگذار متالوگرافی نوین، کشف پلی مورفیسم در فلزات ، نمودار فاز آهن - کربن را ساخت.
- الکسی چی‌چی‌بابین ، سنتز پیریدین چی‌چی‌بابین ، سنتز بودرو–چی‌چی‌بابین و واکنش چی‌چی‌بابین را کشف کرد.
- لو الکساندروویچ چوگایف ، کاشف حذف چوگایف در شیمی آلی
- کارل ارنست کلاوس ، شیمیدان و گیاه شناس ، کاشف روتنیم
- والری چرنیشف ، شیمیدان ، مخترع محترم روسیه ، متخصص اصلی شیمی نیتروژن

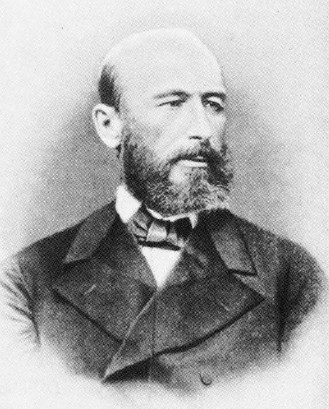
باتلروف

### د
- نیکولای دمیانف ، کاشف تنظیم مجدد دمیانف در شیمی آلی
- الکساندر دیانین ، کاشف ترکیب دیانین ، بیسفنول ای و ترکیب دیانین

### ف
- کنستانتین فالبرگ ، مخترع ساخارین ، نخستین جایگزین‌های شکر
- الکسی فاورسکی ، کاشف بازآرایی فاورسکی و واکنش فوارسکی در شیمی آلی
- الکساندر فرومکین ، بنیانگذار الکتروشیمی نوین، نویسنده نظریه واکنش الکترود
- اوگراف فدوروف ، نخستین کسی که تعداد ۲۳۰ گروه بلور فضایی را شمارش کرده ، بدین ترتیب بلورنگاری نوین را پایه گذاری کرد

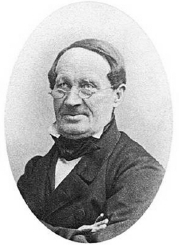
بند

### ج
- آندره گایم ، مخترع گرافین ، توسعه دهنده نوارهای ژکو ، برنده جایزه نوبل فیزیک
- ایگور گورنین ، مخترع قابلیت جوش تیتانیوم آلیاژهای، استحکام بالا آلومینیوم آلیاژ و بسیاری از اشعه سخت فولاد

### ح
- جرمان هنری هس ، (۱۸۵۰- ۱۸۰۲) ، شیمیدان روسی متولد سوئیس. نامگذاری قانون هس .

### من
- ولادیمیر ایپاتیف ، بنیانگذار پتروشیمی
- ایزیدور ، مخترع افسانه ای ودکا روسیه

### ج
- موریتس فن یاکوبی ، آبکاری را دوباره کشف کرد و کاربرد عملی آن را آغاز کردفیودوروف

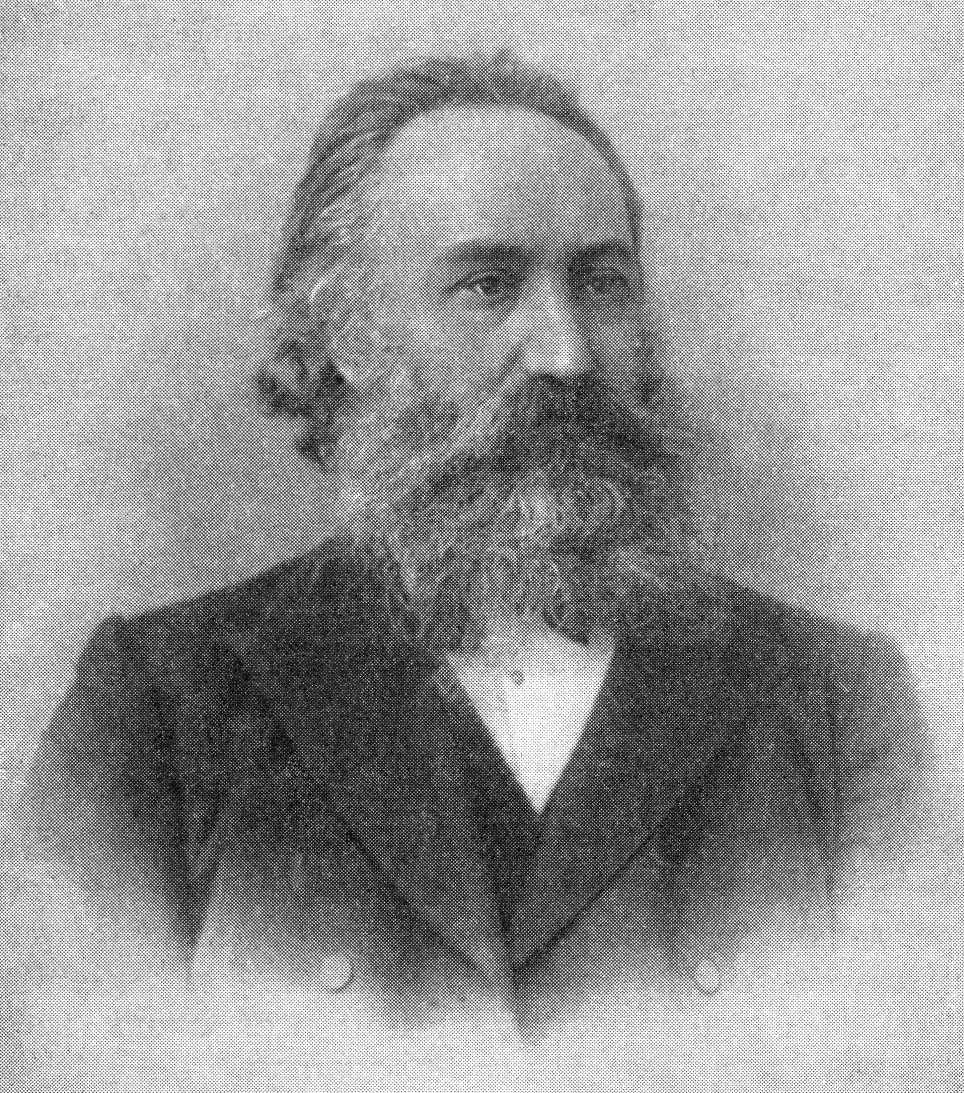
فیودوروف

### ک
- پیوتر کاپیتسا ، کشف ابرشارگی در حالی که تحصیل هلیوم مایع می کرد، جایزه نوبل در فیزیک برنده شده
- موریس خراس ، مخترع ترکیب ضد میکروبی تیومرسال
- گوتلیب کیرشوف ، کاشف گلوکز
- ایوان کنونیانتس ، مخترع پلی کاپرولاکتام ، بنیانگذار دانشکده جنگ‌افزار شیمیایی اتحاد جماهیر شورویفلوئوروکربن ، توسعه دهنده سلاح های شیمیایی اتحاد جماهیر شوروی

### ل
- سرگئی لبدف ، مخترع پلی بوتادی‌ان ، نخستین لاستیک مصنوعی با دوام تجاری
- میخاییل لومونوسف ، پلی مات ، اصطلاح شیمی فیزیک را ترجیح داد ،شیشه کبالت را دوباره کشف کرد و مطالعه علمی شیشه را پایه گذاری کرد ، ثابت کرد که نظریه فلوژیستون نادرست است ، نخستین کسی که انجماد جیوه را کشف کرد.مارکوفنیکوف

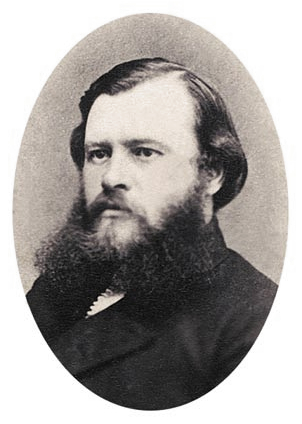
مارکوفنیکوف

- الکساندر لوران ، مخترع کف آتش نشانی

### م
- ولادیمیر مارکونیکوف ، نویسنده قانون قانون مارکونیکوف در شیمی آلی ، کاشف سیکلوآلکان
- یوری ش. ماتروس ، شیمی دان روسی آمریکایی ، سازنده رآکتور ماتروس
- دمیتری مندلیف ، جدول تناوبی عناصر شیمی را اختراع کرد ، نخستین کسی که خواص عناصر هنوز کشف نشده را پیش بینی کرد، اختراع پیروکولدونیون ، توسعه دهنده خط لوله انتقال و محقق برجسته ودکامندلیف

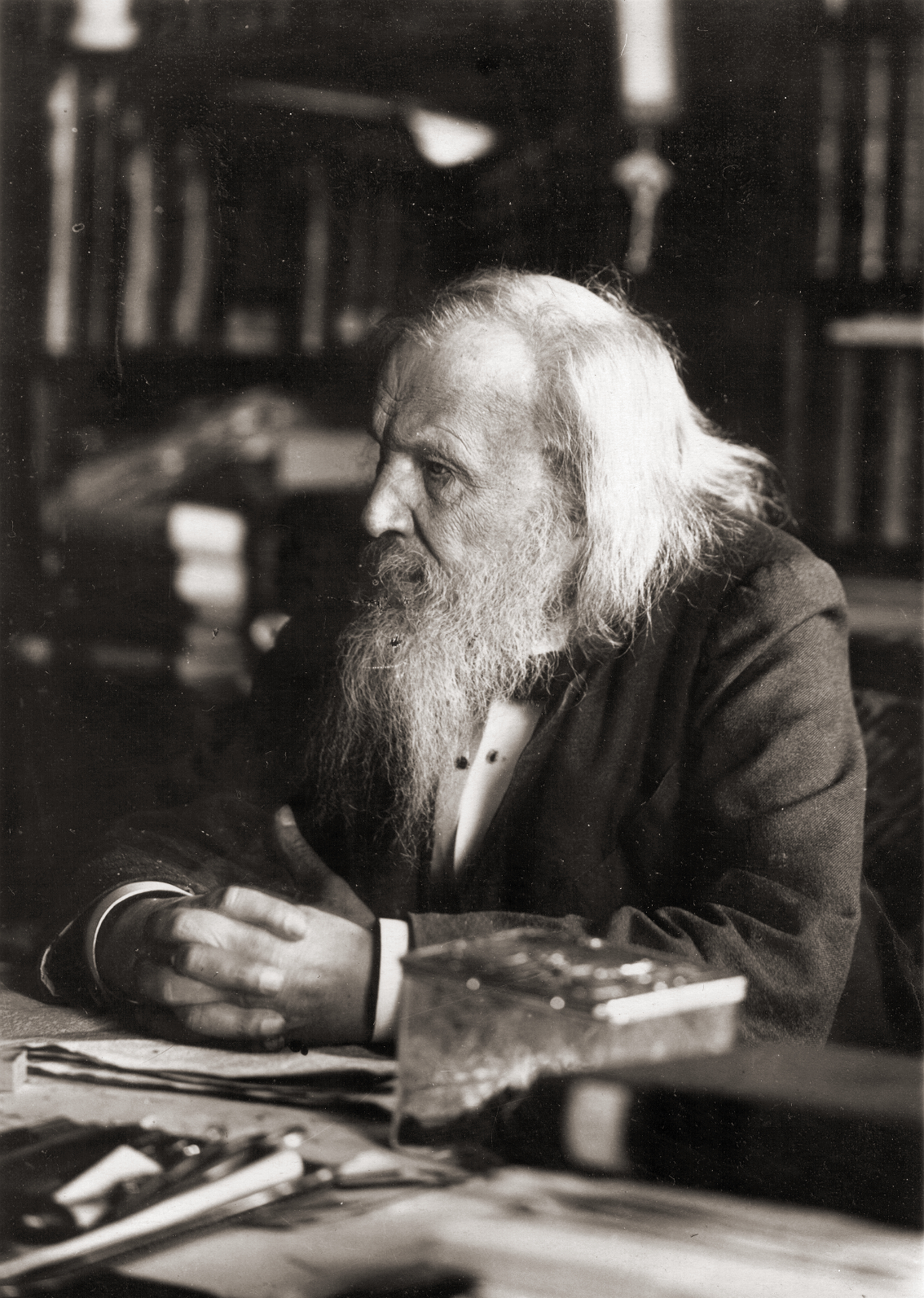
مندلیف

### ن
- سرگئی نامیوتکین ، محقق برجسته ترپنها ، کاشف تنظیم مجدد نمتکین
- کنستانتین نووسلف ، مخترع گرافین ، توسعه دهنده نوارهای ژکو ، برنده جایزه نوبل فیزیک

### ای
- آناتولی وی. اولینیک ، محقق در فوتوشیمی .

### پ
- ایلیا پریگوژین ، محقق سیستم متفرق ، سامانه پیچیده و برگشت ناپذیر ، برنده جایزه نوبل

### ر
- سرگئی رفرماتسکی شیمی‌دان روسی ، کاشف واکنش رفرماتسکی در شیمی آلی

### س
- نیکولای سمیونوف ، فیزیکدان شیمیدان ، نویسنده تئوری واکنش زنجیره ای ، برنده جایزه نوبل
- کارل اشمیت ، با تجزیه و تحلیل ساختار کریستال بسیاری از مواد شیمیایی بیوشیمیایی ، ثابت کرد که سلولهای حیوانی و گیاهی از نظر شیمیایی مشابه هستند
- ولادیمیر شوخوف ، پلی مات ، مخترع کراکینگ
- میخائیل شولتز ، شیمی دان و هنرمند؛ یکی از سازندگان نظریه الکترود شیشه ای ؛ نویسنده چندین روش ترمودینامیکی است.تسوت

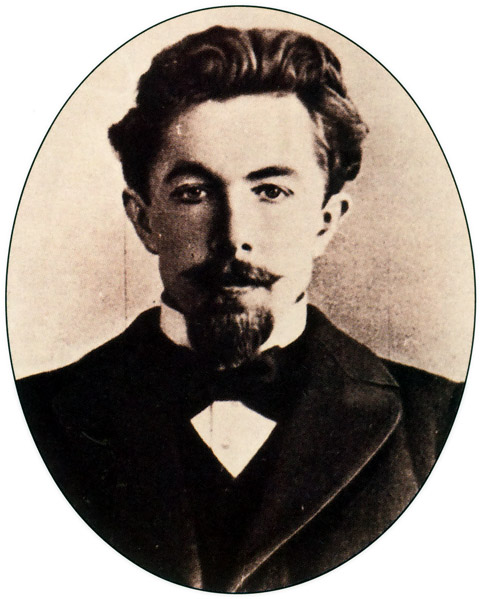
تسوت

### ت
- نیکولای تریفونف ، استاد شیمی که در مجمع‌الجزایر گولاگ ذکر شده است
- میخایل تسوت ، گیاه شناس ، مخترع کروماتوگرافی

### و
- ویکتور وسلاگو محقق ابتدا از مواد با منفی گذردهی و تراوایی مغناطیسی
- ورا بوگدانووسکیا ، نخستین زنی که در اثر شیمیایی در اثر انفجار آزمایشگاهی درگذشت
- پاول والدن ، وارونگی والدن و پیوند اتیل‌آمونیوم نیترات (نخستین مایع یونی دمای اتاق) را کشف کرد

### ز
- الکساندر میخایلوویچ زایتسف ، نویسنده قانون قاعده زایتسف در شیمی آلی
- نیکولای زینین ، کشف کننده بنزیدین ، آنیلین کشف شده ، نخستین رئیس انجمن فیزیکی و شیمیایی روسیه
- نیکولای زلینسکی ، مخترع ماسک کربن فعال از زغال سنگ در اروپا در طول جنگ جهانی اول ، کاشف هالوژن‌دار کردن هل–ولهارد–زلینسکی ، بنیانگذار پتروشیمی
- آناتولی ژابوتینسکی ، کاشف واکنش بلوسوف-ژابوتینسکی ، یک نمونه قدیمی از ترمودینامیک غیر تعادل